# Angela Mortimer
Pour les articles homonymes, voir Mortimer et Barrett.
Florence Angela Margaret Mortimer (née le 21 avril 1932 à Plymouth, Angleterre) est une joueuse de tennis britannique des années 1950 et début 1960. Elle est aussi connue sous son nom d'épouse, Angela Mortimer-Barrett.
Angela Mortimer a gagné trois tournois du Grand Chelem en simple pendant sa carrière, notamment Wimbledon en 1961 qu'elle décroche, partiellement sourde, à l'âge de 29 ans. De plus, sur le circuit amateur, le 22 avril 1962, elle gagne entre autres le tournoi de Connaught L.T.C aux dépens de sa grande rivale Christine Truman au score 6-2, 6-4.
Avec Anne Shilcock, elle a remporté son unique titre en double dames à Wimbledon en 1955, perdant la finale des Internationaux d'Australie en 1958 aux côtés de Lorraine Coghlan (défaite contre Mary Bevis Hawton et Thelma Coyne Long).
Associée à Peter Newman, elle a enfin joué une finale en double mixte en Australie en 1958 (défaite contre Mary Bevis Hawton et Bob Howe).
Angela Mortimer est membre du International Tennis Hall of Fame depuis 1993.

## Palmarès (partiel)

### Titres en simple dames
| No | Date       | Nom et lieu du tournoi                   | Catégorie | Surface      | Finaliste        | Score          |          |
| -- | ---------- | ---------------------------------------- | --------- | ------------ | ---------------- | -------------- | -------- |
| 1  | 23-05-1955 | Internationaux de France, Paris          | G. Chelem | Terre (ext.) | Dorothy Knode    | 2-6, 7-5, 10-8 | Parcours |
| 2  | 25-09-1955 | Pacific Coast Championships, Berkeley    |           | Dur (ext.)   | Shirley Bloomer  | 4-6, 6-3, 6-4  | Parcours |
| 3  | 21-11-1957 | South Australian Championships, Adélaïde |           | Gazon (ext.) | Lorraine Coghlan | 7-5, 6-3       | Parcours |
| 4  | 17-01-1958 | Australian Championships, Sydney         | G. Chelem | Gazon (ext.) | Lorraine Coghlan | 6-3, 6-4       | Parcours |
| 5  | 26-06-1961 | The Championships, Wimbledon             | G. Chelem | Gazon (ext.) | Christine Truman | 4-6, 6-4, 7-5  | Parcours |

### Finales en simple dames
| No | Date       | Nom et lieu du tournoi          | Catégorie | Surface      | Vainqueure    | Score      |          |
| -- | ---------- | ------------------------------- | --------- | ------------ | ------------- | ---------- | -------- |
| 1  | 15-05-1956 | Internationaux de France, Paris | G. Chelem | Terre (ext.) | Althea Gibson | 6-0, 12-10 | Parcours |
| 2  | 23-06-1958 | The Championships, Wimbledon    | G. Chelem | Gazon (ext.) | Althea Gibson | 8-6, 6-2   | Parcours |

### Titres en double dames
| No | Date       | Nom et lieu du tournoi                  | Catégorie | Surface      | Partenaire    | Finalistes                      | Score    |          |
| -- | ---------- | --------------------------------------- | --------- | ------------ | ------------- | ------------------------------- | -------- | -------- |
| 1  | 20-06-1955 | The Championships Wimbledon             | G. Chelem | Gazon (ext.) | Anne Shilcock | Shirley Bloomer Pat Ward        | 7-5, 6-1 | Parcours |
| 2  | 25-09-1955 | Pacific Coast Championships Berkeley    |           | Dur (ext.)   | Angela Buxton | Shirley Bloomer Barbara Bradley | 7-5, 6-3 | Parcours |
| 3  | 21-11-1957 | South Australian Championships Adélaïde |           | Gazon (ext.) | Daphne Seeney | Marie Martin Dulcie Young       | 6-3, 6-2 | Parcours |

### Finale en double dames
| No | Date       | Nom et lieu du tournoi          | Catégorie | Surface      | Vainqueures                         | Partenaire       | Score         |          |
| -- | ---------- | ------------------------------- | --------- | ------------ | ----------------------------------- | ---------------- | ------------- | -------- |
| 1  | 17-01-1958 | Australian Championships Sydney | G. Chelem | Gazon (ext.) | Mary Bevis Hawton Thelma Coyne Long | Lorraine Coghlan | 7-5, 6-8, 6-2 | Parcours |

### Titre en double mixte
| No | Date       | Nom et lieu du tournoi                  | Catégorie | Surface      | Partenaire  | Finalistes                    | Score    |          |
| -- | ---------- | --------------------------------------- | --------- | ------------ | ----------- | ----------------------------- | -------- | -------- |
| 1  | 21-11-1957 | South Australian Championships Adélaïde |           | Gazon (ext.) | Robert Howe | Daphne Seeney Warren Woodcock | 6-1, 7-5 | Parcours |

### Finale en double mixte
| No | Date       | Nom et lieu du tournoi          | Catégorie | Surface      | Vainqueures                   | Partenaire   | Score    |          |
| -- | ---------- | ------------------------------- | --------- | ------------ | ----------------------------- | ------------ | -------- | -------- |
| 1  | 17-01-1958 | Australian Championships Sydney | G. Chelem | Gazon (ext.) | Mary Bevis Hawton Robert Howe | Peter Newman | 6-1, 6-2 | Parcours |

## Parcours en Grand Chelem (partiel)
Si l’expression « Grand Chelem » désigne classiquement les quatre tournois les plus importants de l’histoire du tennis, elle n'est utilisée pour la première fois qu'en 1933, et n'acquiert la plénitude de son sens que peu à peu à partir des années 1950.

### En simple dames
| Année | Championnat d'Australie | Championnat d'Australie | Internationaux de France | Internationaux de France | Wimbledon      | Wimbledon        | US National    | US National      |
| ----- | ----------------------- | ----------------------- | ------------------------ | ------------------------ | -------------- | ---------------- | -------------- | ---------------- |
| 1951  | -                       | -                       | -                        | -                        | 2e tour (1/32) | Nel Hermsen      | -              | -                |
| 1952  | -                       | -                       | -                        | -                        | 3e tour (1/16) | Maureen Connolly | -              | -                |
| 1953  | -                       | -                       | 3e tour (1/8)            | Nelly Adamson            | 1/4 de finale  | Dorothy Knode    | -              | -                |
| 1954  | -                       | -                       | -                        | -                        | 1/4 de finale  | Louise Brough    | -              | -                |
| 1955  | -                       | -                       | Victoire                 | Dorothy Knode            | 2e tour (1/32) | Zsuzsa Körmöczy  | -              | -                |
| 1956  | -                       | -                       | Finale                   | Althea Gibson            | 1/2 finale     | Angela Buxton    | -              | -                |
| 1957  | -                       | -                       | -                        | -                        | 3e tour (1/16) | Karol Fageros    | -              | -                |
| 1958  | Victoire                | Lorraine Coghlan        | -                        | -                        | Finale         | Althea Gibson    | -              | -                |
| 1959  | -                       | -                       | -                        | -                        | 1/4 de finale  | Sandra Reynolds  | 2e tour (1/16) | Karen Hantze     |
| 1960  | -                       | -                       | -                        | -                        | 1/4 de finale  | Maria Bueno      | -              | -                |
| 1961  | -                       | -                       | -                        | -                        | Victoire       | Christine Truman | 1/2 finale     | Ann Haydon-Jones |
| 1962  | -                       | -                       | -                        | -                        | 4e tour (1/8)  | Věra Suková      | -              | -                |

À droite du résultat, l’ultime adversaire.

### En double dames
| Année | Championnat d'Australie | Championnat d'Australie | Internationaux de France    | Internationaux de France   | Wimbledon                    | Wimbledon                  | US National US Open | US National US Open |
| ----- | ----------------------- | ----------------------- | --------------------------- | -------------------------- | ---------------------------- | -------------------------- | ------------------- | ------------------- |
| 1950  | -                       | -                       | -                           | -                          | 2e tour (1/16) R. Bulleid    | Mary Eyre E. Hamilton      | -                   | -                   |
| 1951  | -                       | -                       | -                           | -                          | 2e tour (1/16) R. Bulleid    | B. Bartlett Clare Proctor  | -                   | -                   |
| 1952  | -                       | -                       | -                           | -                          | 1/4 de finale R. Bulleid     | Shirley Fry Doris Hart     | -                   | -                   |
| 1953  | -                       | -                       | 1/4 de finale Anne Shilcock | Shirley Fry Doris Hart     | 1/2 finale Anne Shilcock     | M. Connolly Julia Sampson  | -                   | -                   |
| 1954  | -                       | -                       | -                           | -                          | 1/2 finale Anne Shilcock     | Shirley Fry Doris Hart     | -                   | -                   |
| 1955  | -                       | -                       | 1/2 finale Angela Buxton    | Beverly Baker Darlene Hard | Victoire Anne Shilcock       | S. Bloomer Pat Ward        | -                   | -                   |
| 1956  | -                       | -                       | 1/4 de finale S. Bloomer    | Jenny Staley Fay Muller    | 1/2 finale Anne Shilcock     | Fay Muller Daphne Seeney   | -                   | -                   |
| 1957  | -                       | -                       | -                           | -                          | 1/4 de finale Pat Hird       | Althea Gibson Darlene Hard | -                   | -                   |
| 1958  | Finale L. Coghlan       | Mary Bevis Thelma Coyne | -                           | -                          | 1/4 de finale S. Partridge   | Maria Bueno Althea Gibson  | -                   | -                   |
| 1959  | -                       | -                       | -                           | -                          | 1/4 de finale Ann Haydon     | S. Reynolds R. Schuurman   | -                   | -                   |
| 1960  | -                       | -                       | -                           | -                          | 3e tour (1/8) Ann Haydon     | S. Reynolds R. Schuurman   | -                   | -                   |
| 1961  | -                       | -                       | -                           | -                          | 2e tour (1/16) Deidre Catt   | S. Reynolds R. Schuurman   | -                   | -                   |
| 1962  | -                       | -                       | -                           | -                          | 1/4 de finale Edda Buding    | J. Bricka M. Smith         | -                   | -                   |
| 1963  | -                       | -                       | -                           | -                          | 1/4 de finale Yola Ramírez   | Robyn Ebbern M. Smith      | -                   | -                   |
| 1964  | -                       | -                       | -                           | -                          | 3e tour (1/8) P. Titchener   | V. Kodesova Věra Suková    | -                   | -                   |
| 1965  | -                       | -                       | -                           | -                          | 1er tour (1/32) P. Titchener | Winnie Shaw Joyce Barclay  | -                   | -                   |
| 1966  | -                       | -                       | -                           | -                          | 2e tour (1/16) P. Titchener  | S. Defina M. Eisel         | -                   | -                   |
| 1967  | -                       | -                       | 2e tour (1/16) Winnie Shaw  | F. Dürr Gail Sherriff      | 2e tour (1/16) P. Titchener  | G. Baksheeva A. Dmitrieva  | -                   | -                   |
| 1968  | -                       | -                       | -                           | -                          | 1er tour (1/32) P. Titchener | Lesley Turner Judy Tegart  | -                   | -                   |

Sous le résultat, la partenaire ; à droite, l’ultime équipe adverse.

### En double mixte
| Année | Championnat d'Australie | Championnat d'Australie | Internationaux de France   | Internationaux de France | Wimbledon                    | Wimbledon                 | US National US Open | US National US Open |
| ----- | ----------------------- | ----------------------- | -------------------------- | ------------------------ | ---------------------------- | ------------------------- | ------------------- | ------------------- |
| 1953  | -                       | -                       | 2e tour (1/16) Ian Vermaak | C. Brunon Gérard Pilet   | -                            | -                         | -                   | -                   |
| 1958  | Finale Peter Newman     | Mary Bevis Robert Howe  | -                          | -                        | -                            | -                         | -                   | -                   |
| 1963  | -                       | -                       | -                          | -                        | 1er tour (1/64) Gene Scott   | Carol Newman N. Holland   | -                   | -                   |
| 1964  | -                       | -                       | -                          | -                        | 3e tour (1/16) Clive Brebnor | Judy Tegart W. Bungert    | -                   | -                   |
| 1965  | -                       | -                       | -                          | -                        | 2e tour (1/32) John Barrett  | Kathy Blake Gene Scott    | -                   | -                   |
| 1966  | -                       | -                       | -                          | -                        | 1/4 de finale John Barrett   | F. Dürr Fred Stolle       | -                   | -                   |
| 1967  | -                       | -                       | -                          | -                        | 1er tour (1/64) John Barrett | Esme Emanuel Jack Saul    | -                   | -                   |
| 1968  | -                       | -                       | -                          | -                        | 1er tour (1/64) John Barrett | Heather Segal Donald Dell | -                   | -                   |

Sous le résultat, le partenaire ; à droite, l’ultime équipe adverse.